# Mellitidia dentata
Mellitidia dentata is een vliesvleugelig insect uit de familie Halictidae. De wetenschappelijke naam van de soort is voor het eerst geldig gepubliceerd in 1859 door Smith.